# Paleśnianka
Paleśnianka – potok, dopływ Dunajca. Ma źródła na wschodnim krańcu grzbietu Żebraczki, najwyżej położone znajdują się na wysokości około 400 m n.p.m. Spływa początkowo w kierunku północno-zachodnim, później północnym, przez miejscowości Bukowiec, Jamna, Paleśnica, Olszowa, Borowa, Bieśnik, Zdonia, Kończyska i Zakliczyn. Przepływa pomiędzy wzniesieniami Mogiły (478 m) i Styru Północnego (460 m), dokonując przełomu długiego pasma wzgórz ciągnącego się od Dunajca w Filipowicach aż po dolinę Białej w Gromniku. W Zakliczynie uchodzi do Dunajca jako jego prawy dopływ. Następuje to na wysokości 209 m, w miejscu o współrzędnych 49°51′53″N 20°49′03″E/49,864722 20,817500.
Paleśnianka ma długość 19,4 km. Jej dopływy o długości ponad 2 km to:
- prawobrzeżny dopływ bez nazwy o długości 2,2 km,
- prawobrzeżny Słonianka o długości 6,45 km,
- prawobrzeżny potok z Ciepielówki o długości 2,2 km,
- lewobrzeżny potok spod góry Mogiła o długości 3,9 km,
- lewobrzeżny potok z Dzierżanin o długości 2,1 km,
- lewobrzeżny potok od Zawady Lanckorońskiej o długości 1,5 km,
- prawobrzeżny potok Dębrzanka o długości 1,6 km.